# Les tres germanes

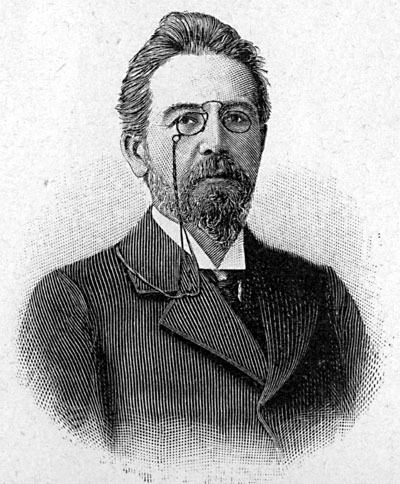
Txhèkhov el 1905

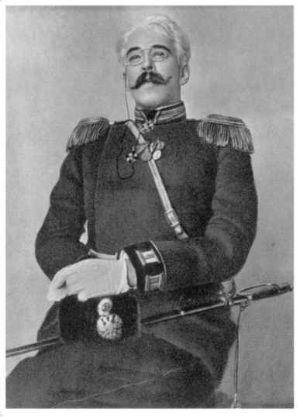
Konstantin Stanislavski en el paper d'Aleksandr Verxinin

Les tres germanes (en rus: Три сестры́, Tri sestrí) és una obra de teatre, en quatre actes, molt coneguda i molt representada (també al Teatre lliure) de l'autor rus Anton Txékhov, potser influïda per la vida de les tres germanes escriptores de la família Brontë, o encara més probablement per les tres germanes Zimmermann de la ciutat russa de Perm. Va ser escrita l'any 1900 i representada per primera vegada el 1901.

## Argument
Les tres germanes és una obra naturalista sobre la decadència de la classe social privilegiada de Rússia i la cerca del seu significat en el món modern. Descriu les vides i aspiracions de la família Prózorov, les tres germanes (Olga, Maixa i Irina) i el seu germà Andrei. Són una família insatisfeta i frustrada amb la seva present existència. Les tres germanes són dones cultes i refinades que, encara que es van formar al Moscou urbà, des de fa onze anys viuen en una petita vila, guarnició militar, de províncies. La ciutat de Moscou és el principal element simbòlic de l'obra: les tres germanes sempre estan idealitzant-la i somiant a tornar-hi, a més identifiquen Moscou amb la seva felicitat i amb la vida perfecta. Tanmateix, el pla d'anar a Moscou mai no es materialitza i els seus somnis no es compleixen.

## Personatges
- Olga Serguéievna Prózorova (Ólia) és la més gran de les germanes, amb 28 anys, representa la figura patriarcal.
- Maria Serguéievna Kulíguina (Maixa), la d'edat mitjana, amb 25 anys, desenganyada del seu matrimoni.
- Irina Serguéievna Prózorova, la més jove, amb 20 anys.
- Andrei Serguéievitx Prózorov (Andrei), el germà de les tres.
- Natàlia Ivànovna (Nataixa), esposa d'Andrei.
- Fiódor Ilitx Kuliguin, marit de Maixa.
- Militars: Aleksandr Ignàtievitx Verxinin, baró Nikolai Lvóvitx Tuzenbakh, capità Vassili Vassílievitx Solioni, Ivan Romànovitx Txebutikin, Aleksei Petróvitx Fedótik, Vladímir Kàrlovitx Rodé.
- Altres personatges: Ferapont, Anfissa i altres personatges importants dels quals es parla però no apareixen en escena.

## Versions en cinema
A mitjan dècada de 1960 es va filmar una producció de The Actors Studio amb les actrius Kim Stanley i Geraldine Page com a Maixa i Olga, respectivament, i Sandy Dennis (Irina) i Shelley Winters (Nataixa). En la pel·lícula Three Sisters de 1970, actuaven Joan Plowright (Maixa) Alan Bates (Verxinin), amb Ronald Pickup (Tuzenbakh) i Laurence Olivier (Txebutikin), que també era el codirector de l'obra.

## Adaptacions teatrals
El 2020 es va estrenar l'adaptació teatral de Les tres germanes, sota la direcció de Julio Manrique, al Teatre Lliure de Barcelona.